# أرميكس (آن)
أرميكس (بالفرنسية: Armix) هي بلدية فرنسية تقع في إقليم آن في فرنسا. رمز إنسي لها هو:1019. أما الرمز البريدي لها فهو: 1510.

## معرض صور

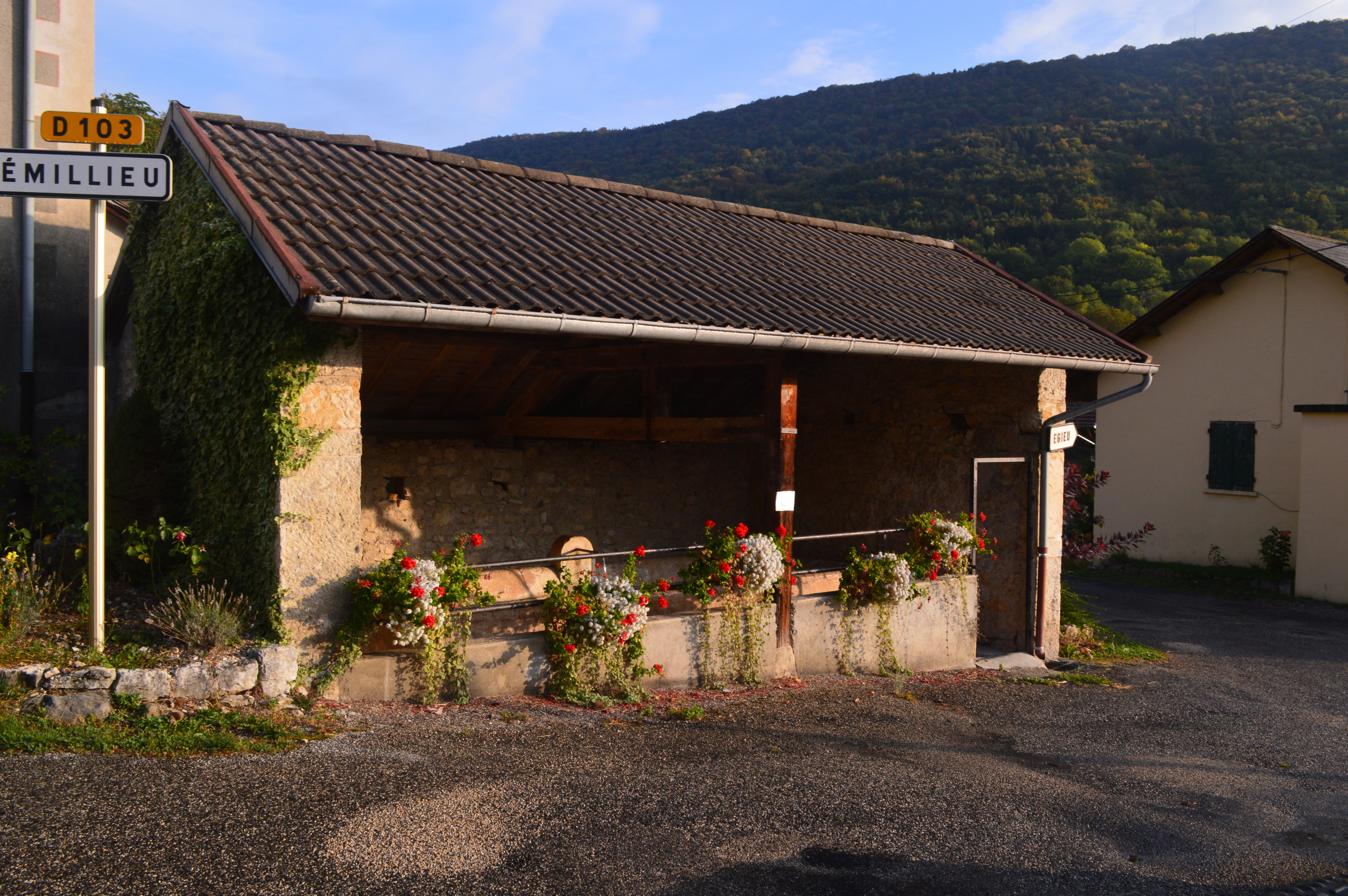
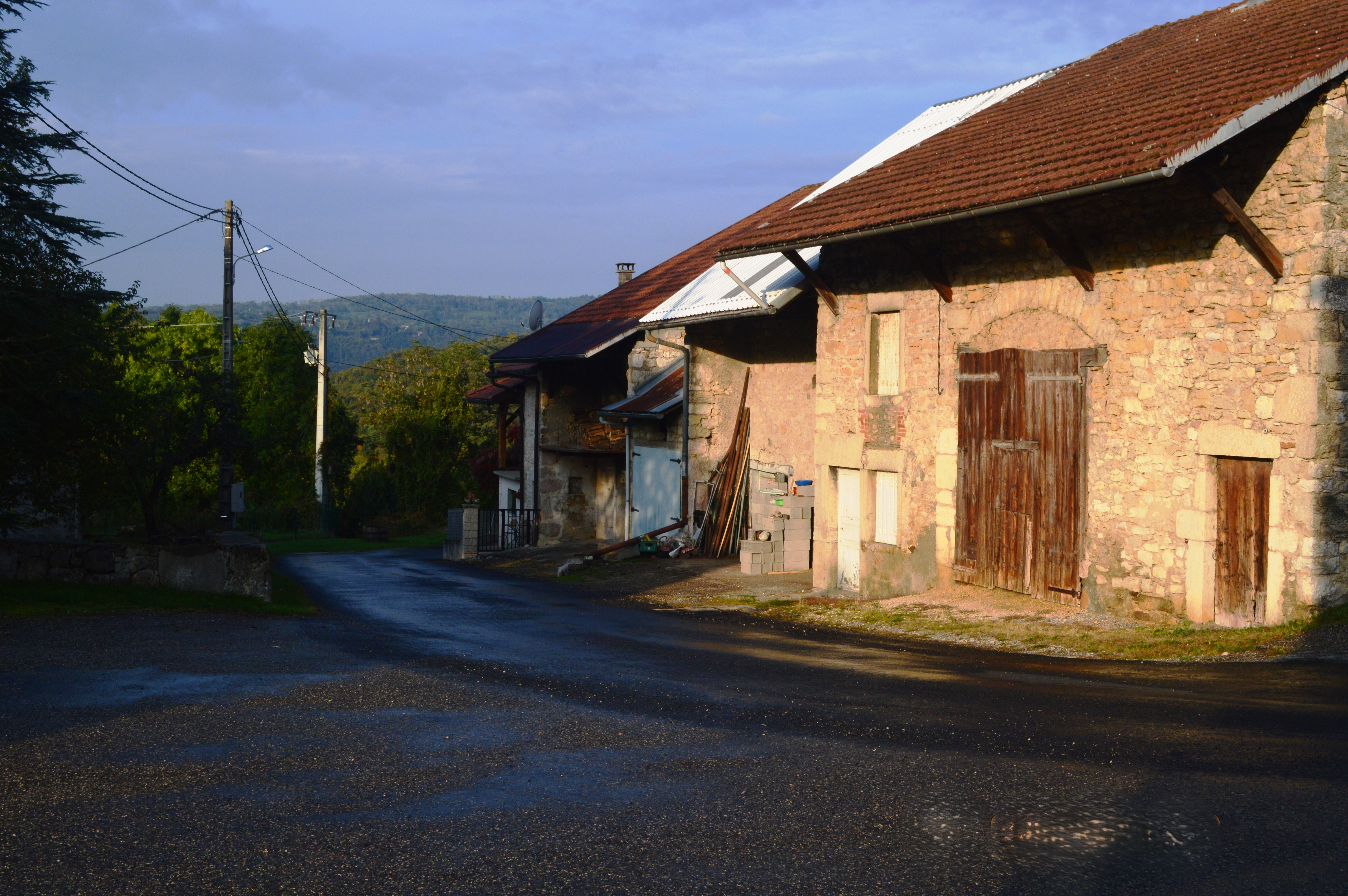
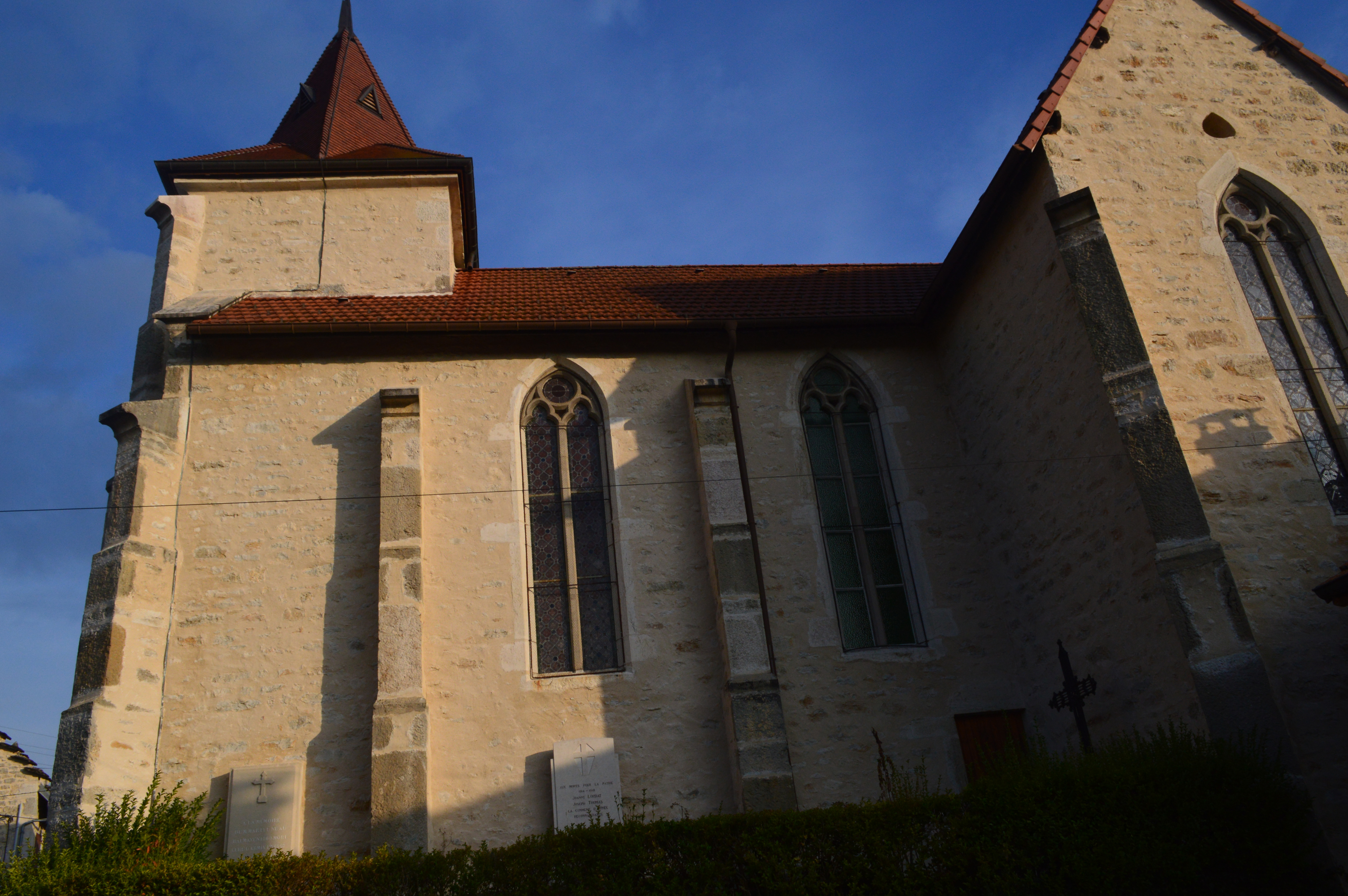
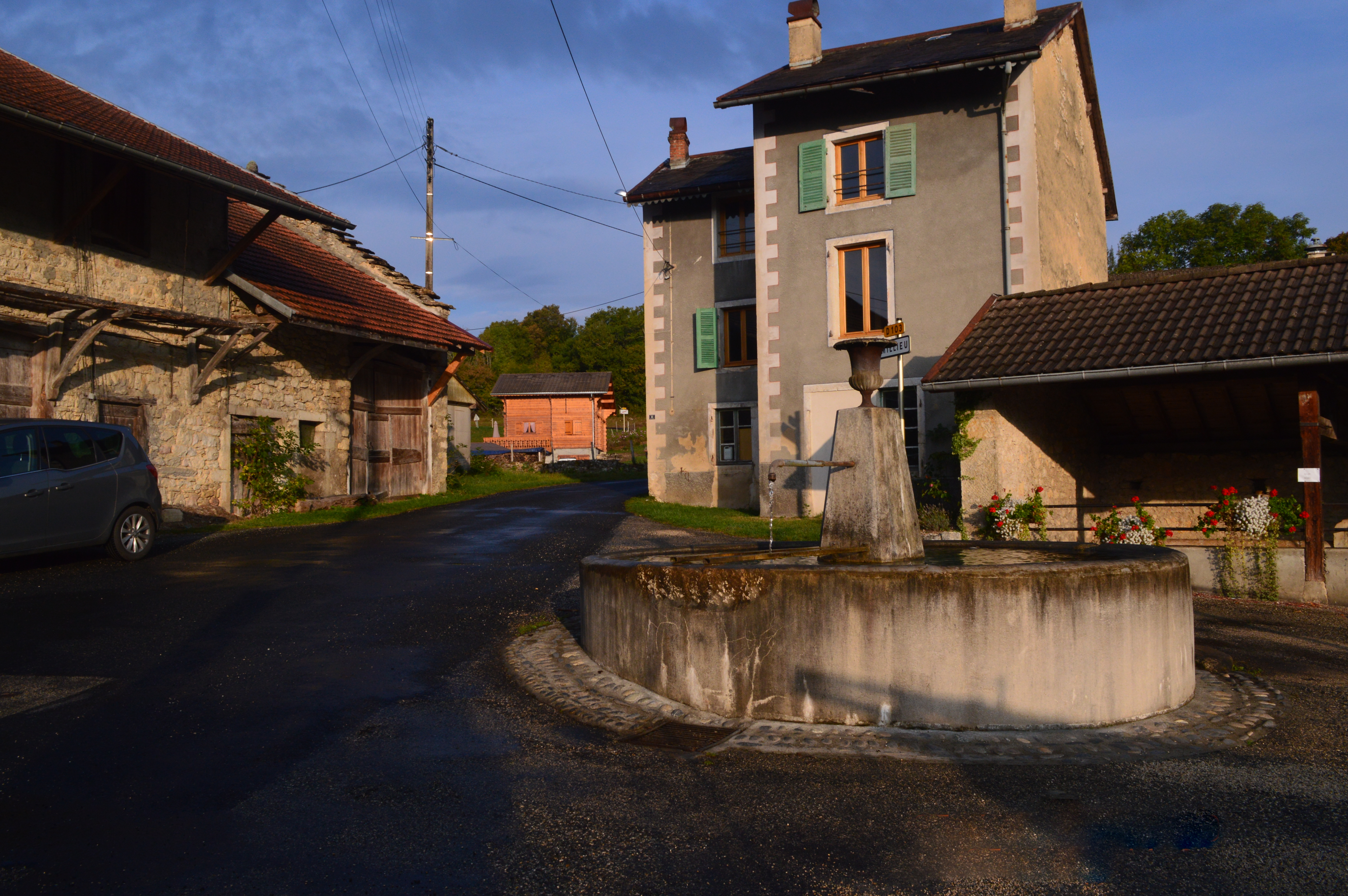